# Episodi de I misteri di Murdoch (quindicesima stagione)
La quindicesima stagione della serie televisiva I misteri di Murdoch, costituita da 24 episodi, sarà trasmessa in anteprima in Canada dalla CBC a partire dal 13 settembre 2021.
La stagione è inedita in Italia.
| nº | Titolo originale                 | Titolo italiano | Prima TV USA      | Prima TV Italia |
| -- | -------------------------------- | --------------- | ----------------- | --------------- |
| 1  | The Things We Do for Love Part 1 |                 | 13 settembre 2021 |                 |
| 2  | The Things We Do for Love Part 2 |                 | 20 settembre 2021 |                 |
| 3  | Manhunt                          |                 | 4 ottobre 2021    |                 |
| 4  | Blood on the Tracks              |                 | 11 ottobre 2021   |                 |
| 5  | Love or Money                    |                 | 18 ottobre 2021   |                 |
| 6  | I Know What You Did Last Autumn  |                 | 25 ottobre 2021   |                 |
| 7  | The Incorrigible Dr. Ogden       |                 | 1º novembre 2021  |                 |
| 8  | Murdoch Knows Best               |                 | 8 novembre 2021   |                 |
| 9  | The Lady Vanishes                |                 | 15 novembre 2021  |                 |
| 10 | Drawn in Blood                   |                 | 22 novembre 2021  |                 |
| 11 | The Night Before Christmas       |                 | 29 novembre 2021  |                 |
| 12 | There's Something About Mary     |                 | 3 gennaio 2022    |                 |
| 13 | Murdoch on the Couch             |                 | 10 gennaio 2022   |                 |
| 14 | The Witches of East York         |                 | 17 gennaio 2022   |                 |
| 15 | Rawhide Ralph                    |                 | 24 gennaio 2022   |                 |
| 16 | It's a Wonderful Game            |                 | 31 gennaio 2022   |                 |
| 17 | Bloodlines                       |                 | 21 febbraio 2022  |                 |
| 18 | Patriot Games                    |                 | 28 febbraio 2022  |                 |
| 19 | Brother Can You Spare a Crime    |                 | 7 marzo 2022      |                 |
| 20 | Pendrick's Planetary Parlour     |                 | 14 marzo 2022     |                 |
| 21 | Devil Music                      |                 | 21 marzo 2022     |                 |
| 22 | Sweet Amelia                     |                 | 28 marzo 2022     |                 |
| 23 | Pay the Piper                    |                 | 4 aprile 2022     |                 |
| 24 | Close Encounters                 |                 | 11 aprile 2022    |                 |